# Christi Shake
Heather Carolin Michele Rogers
Christi Shake, née le 22 août 1980 à Baltimore dans le Maryland, est un modèle de charme et une actrice américaine. Elle a en particulier été playmate (Miss Mai 2002) du magazine Playboy.

## Biographie
Ses origines familiales sont européennes et très diverses : Tchèque, Allemande, Polonaise, Suédoise, Néerlandaise. C'est sa mère qui l'a encouragée à devenir modèle dès l'âge de treize ans.
Elle a travaillé pendant deux ans pour des présentations de mode, puis pour des marques : American Dream Girl, Merry-Go-Round, and Hawaiian Tropic avant de devenir Playmate du célèbre magazine, photographiée par Arny Freytag.
Elle a participé à l'émission de téléréalité My Antonio (en) en 2009.

## Apparitions dans les numéros spéciaux dePlayboy
- Playboy's College Girls, mars 2001 - cover & pages 4-7.
- Playboy's Wet & Wild, décembre 2001.
- Playboy's Sexy 100, février 2003.
- Playboy's Nude Playmates, avril 2003 - pages 18-23.
- Playboy's Nude College Girls, mai 2003.
- Playboy's Girlfriends, aout 2003 - pages 60-63.
- Playboy's Playmate Review Vol. 19, aout 2003 - pages 34-41.
- Playboy's Book of Lingerie Vol. 93, septembre 2003.
- Playboy's Nudes, septembre 2003.
- Playboy's Playmates in Bed Vol. 7, novembre 2003 - pages 14-19.
- Playboy's Voluptuous Vixens Vol. 8, novembre 2003.
- Playboy's Playmates in Bed Vol. 8, décembre 2004 - Gen Nishino, pages 86-91.
- Playboy's Playmates in Bed Vol. 9, juillet 2005 - pages 56-63.

## Filmographie
- Playboy Barefoot Beauties (2002)
- Playmate Video Calendar 2003
- Playboy Playmates in Bed (2002)
- Playboy Hot Lips, Hot Legs (2002)